# Hungarian International 1999
Die Hungarian International 1999 fanden vom 28. bis zum 31. Oktober 1999 in Budapest statt. Es war die 24. Auflage dieser internationalen Meisterschaften im Badminton von Ungarn.

## Sieger und Platzierte
| Disziplin    | Gold                        | Silber                        | Bronze                           |
| ------------ | --------------------------- | ----------------------------- | -------------------------------- |
| Herreneinzel | Hwang Sun-ho                | Conrad Hückstädt              | Andrew South                     |
| Herreneinzel | Hwang Sun-ho                | Conrad Hückstädt              | Jyri Aalto                       |
| Dameneinzel  | Kim Ji-hyun                 | Lee Soon-deuk                 | Kim Kyeung-ran                   |
| Dameneinzel  | Kim Ji-hyun                 | Lee Soon-deuk                 | Maja Pohar                       |
| Herrendoppel | Kim Yong-hyun Yim Bang-eun  | Jung Sung-gyun Park Young-duk | James Anderson Graham Hurrell    |
| Herrendoppel | Kim Yong-hyun Yim Bang-eun  | Jung Sung-gyun Park Young-duk | Manuel Dubrulle Vincent Laigle   |
| Damendoppel  | Lee Hyo-jung Yim Kyung-jin  | Jung Yeon-kyung Kim So-yeon   | Kamila Augustyn Angelika Węgrzyn |
| Damendoppel  | Lee Hyo-jung Yim Kyung-jin  | Jung Yeon-kyung Kim So-yeon   | Judith Baumeyer Santi Wibowo     |
| Mixed        | Kim Yong-hyun Yim Kyung-jin | Lee Hyo-jung Yim Bang-eun     | Ola Molin Johanna Persson        |
| Mixed        | Kim Yong-hyun Yim Kyung-jin | Lee Hyo-jung Yim Bang-eun     | Jung Sung-gyun Jung Yeon-kyung   |